# 二崙鄉
二崙鄉（詔安腔客拼：Ngi lun hiongˇ）位於臺灣雲林縣北端，北隔濁水溪西至東分別與彰化縣大城鄉、竹塘鄉、溪州鄉為鄰，東鄰西螺鎮，南鄰虎尾鎮，西鄰崙背鄉。因早期入墾當地的居民主要來自福建省漳州市詔安縣，故詔安客家人為該鄉的主要族群之一。
由於水利設施較早建設之故，使其水田化程度高，稻米產量較大，是雲林縣重要的稻米產區。1970年代後則主要生產無籽西瓜、美濃瓜、西瓜、洋香瓜等水果，而在西螺果菜市場成立後，也使二崙鄉的蔬菜栽種興起，並帶動合作農場、蔬菜中盤商、網室工程與農藥行等相關行業的興起。

## 歷史
證之臺灣府志、諸羅縣志等文獻資料以及荷蘭統治台灣時期（西元一六二四年至一六六二年前後統治臺灣三十八年）以及明鄭時期，均無漢人屯墾二崙地區的記載，故二崙地區的開拓應自康熙四十年（西元一七○一年）開始。
當時二崙有兩座小丘崙、北方有兩座稍大的丘崙即今之大義崙，東有平埔族群巴布薩族聚居的西螺社，西有貓兒干社（自今之本鄉大同村至崙背鄉豐榮村一帶）兩社，因為他們平日以狩獵為生，甚少從事農耕，所以夾在這兩社之間的二崙鄉一帶，是一片完全未經開墾的原始荒蕪之地。
清康熙四十年，世居福建漳州府詔安縣官陂鄉的廖朝孔，聽歸來的人說：移民臺灣墾荒甚有前途。他當時只二十四歲，乃胸懷大志，率同二弟朝問、四弟朝路以及朝近、朝廳兩個堂兄弟一行五人，從貧瘠的官陂山區，攜帶扁擔、柴刀、鋤頭、十字鎬等農具及五穀種子和少量乾糧，乘破船孤舟，冒著濤天海浪，渡海來臺施展抱負，落腳二崙，從事墾荒開拓農地。嗣後，一批接著一批，另有七、八十個族人亦相繼渡海來臺，散居於田尾、湳仔、三和、來惠、楊賢、義庄各村以及西螺鎮各里、崙背鄉港尾等地開墾。此後，又有李姓先人來臺開拓油車、大義、港后、永定等各村，鍾姓先人開拓定安、永定村，楊姓先人開拓楊賢村。

## 人口
根據雲林縣西螺戶政事務所統計，2024年底二崙鄉戶數約9.2千戶，人口約2.5萬人，鄉內人口最多與最少的村分別是崙西村與義庄村，2024年底兩村人口分別為1,988人與797人。

## 政治

### 歷屆鄉長
民國 40 年實施地方自治之前，歷屆二崙鄉鄉長
| 任次 | 姓名   | 任期       | 備註               |
| ---- | ------ | ---------- | ------------------ |
| 1    | 廖貴登 | 35.1-37.11 | 台南縣政府派充     |
| 2    | 廖貴登 | 37.12-38.9 | 由二崙鄉民代表選任 |
| 3    | 廖浮   | 38.10-40.8 | 由二崙鄉民代表選任 |

自民國40年實施地方自治以來，經由人民普選產生之歷屆二崙鄉鄉長:
| 任次 | 姓名   | 任期          | 備註 |
| ---- | ------ | ------------- | ---- |
| 1    | 廖水   | 40.8-42.8     |      |
| 2    | 廖水   | 42.8-45.8     |      |
| 3    | 廖水   | 45.8-49.1     |      |
| 4    | 廖世墾 | 49.1-53.3     |      |
| 5    | 廖世墾 | 53.3-57.2     |      |
| 6    | 廖青   | 57.3-62.3     |      |
| 7    | 廖青   | 62.4-66.12    |      |
| 8    | 曾清財 | 66.12-71.3    |      |
| 9    | 曾清財 | 71.3-75.3     |      |
| 10   | 李裕廷 | 75.3-79.3     |      |
| 11   | 李裕廷 | 79.3-83.3     |      |
| 12   | 鍾合郎 | 83.3-87.3     |      |
| 13   | 廖學海 | 87.3-91.3     |      |
| 14   | 廖學海 | 91.3-95.3     |      |
| 15   | 廖朝魁 | 95.3-99-3     |      |
| 16   | 廖朝魁 | 99.3-103.12   |      |
| 17   | 鍾福助 | 103.12-107.12 |      |
| 18   | 鍾福助 | 107.12-111.12 |      |
| 19   | 鍾東榮 | 111.12-       | 現任 |

### 鄉政組織

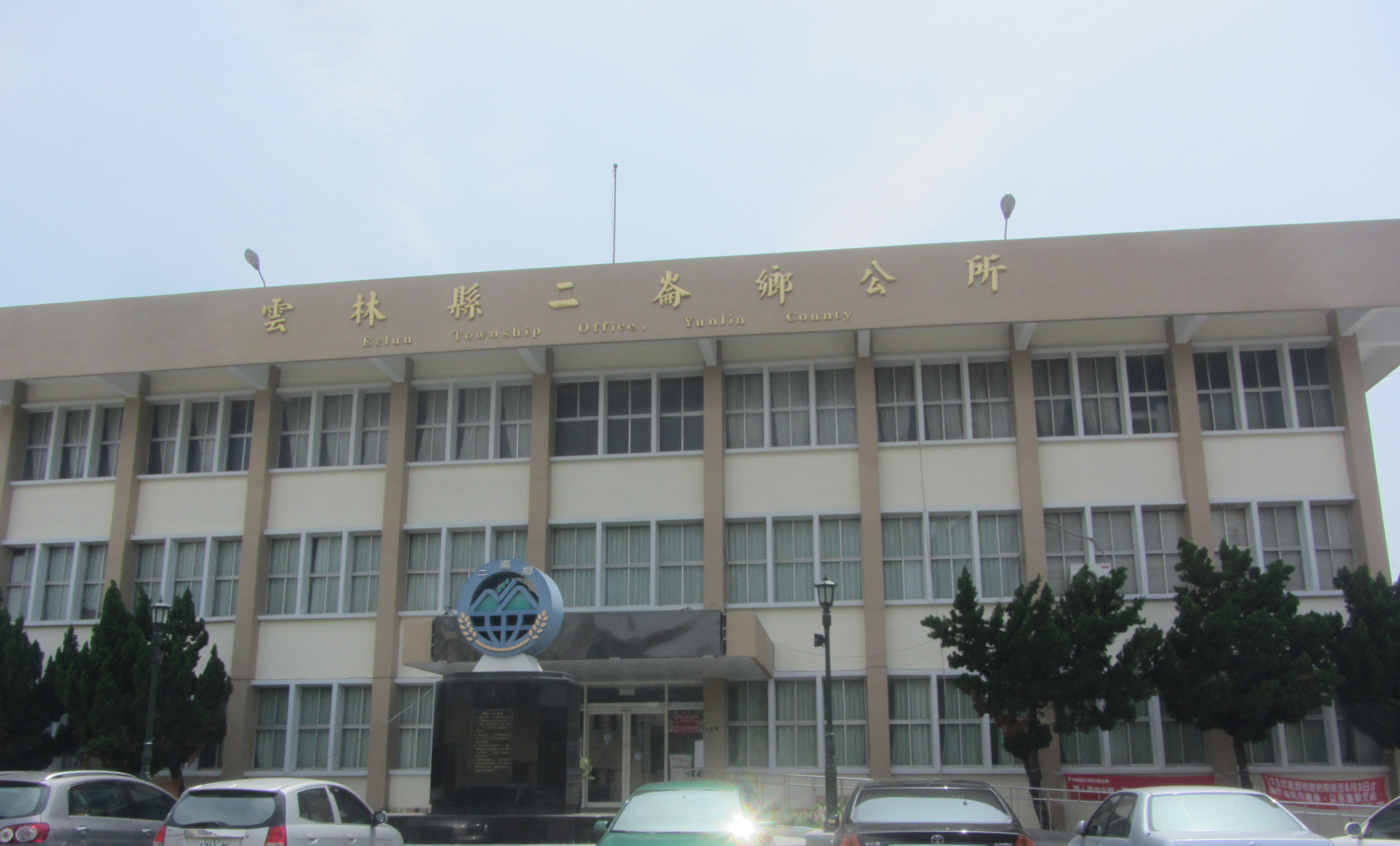
二崙鄉公所

二崙鄉公所是二崙鄉最高層級的地方行政機關，在中華民國政府架構中為鄉自治的行政機關，同時負責執行縣政府及中央機關委辦事項，二崙鄉的自治監督機關為雲林縣政府。鄉長由全體鄉民直接選舉產生，任期為四年，可連選連任一次。二崙鄉公所並置鄉政會議，為鄉政最高決策機構，在鄉長之下，設有5課3室等8個內部單位及4個附屬機關。
二崙鄉民代表會是二崙鄉的最高民意機關，代表二崙鄉全體鄉民立法和監察鄉政。鄉民代表由公民直選選出，任期為四年，可連選連任。二崙鄉民代表會共有11位鄉民代表，分別為第一選區2席鄉民代表、第二選區2席鄉民代表、第三選區3席鄉民代表、第四選區2席鄉民代表、第五選區2席鄉民代表，主席、副主席由11位鄉民代表互選產生。

### 行政區劃
全鄉共分為18村，各村名稱如下：
- 三和村、大同村、大義村、田尾村、庄西村、來惠村、崙西村
- 港後村、楊賢村、大庄村、大華村、永定村、定安村、油車村
- 湳仔村、崙東村、義庄村、復興村

## 文化

### 信仰
- 二崙興國宮：創建於1748年，主祀關聖帝君
- 二崙國興宮：創建於1746年，主祀關聖帝君
- 頂茄塘定安宮：創建於1930年，主祀三山國王
- ：創建於2003年，主祀天上聖母
- 大義崙天后宮：創建於1749年，主祀天上聖母
- 彌陀精舍
- 二紹崙興宮：創建於2022年，主祀天上聖母
- 二崙教會，位於二崙市區東北側，為二崙鄉之基督信仰中心，由西螺教會分設，設立至今已有60年歷史。
- 二崙紹興宮
- 二崙紹安宮

### 語言
二崙鄉居民使用語言以臺語為主，其中有一脈族群張廖姓使用詔安客語，相當特殊但目前會講詔安客語的人數已相當稀少，後世大都已福佬化。

### 活動
- 二崙西瓜節

## 教育

### 國民中學
- 雲林縣立二崙國民中學

### 國民小學
- 雲林縣二崙鄉二崙國民小學
- 雲林縣二崙鄉三和國民小學
- 雲林縣二崙鄉旭光國民小學
- 雲林縣二崙鄉來惠國民小學
- 雲林縣二崙鄉大同國民小學
- 雲林縣二崙鄉永定國民小學
- 雲林縣二崙鄉油車國民小學
- 雲林縣二崙鄉義賢國民小學

## 交通

### 高速鐵路
- 台灣高鐵雲林站：（虎尾鎮境內）位於二崙市區東南方約4公里。

### 公路
- 台19線：通過本鄉西側，行經本鄉的山子門至番社，與縣道154號共線。
- 縣道145號：本鄉東南邊界。
- 縣道154號：西起麥寮鄉六輕廠，經本鄉北側，東至林內鄉，全長共計43.564公里。 
  - 縣道154甲線：東北起西螺鎮埔心，經本鄉南側，西南至崙背鄉，全長共計10.1公里。
- 縣道156號：位於本鄉南側。
  - 縣道156甲線：裕民路向南拓寬延伸至，為26米寬道路。
  - 縣道156乙線：雲禾大橋以及高鐵雲林站南側聯外道路。
- 雲林生活圈一號道路（規劃中）[9]

### 公車資訊
- 統聯客運
  - 1636 臺北－西螺－四湖鄉
  - 1637 臺北－西螺－林厝寮－四湖鄉
  - 7002 四湖－臺北市
- 日統客運
  - 7011 斗六－六輕
  - 7012 西螺－麥寮
- 臺西客運
  - 7101 虎尾－麥寮－雲林長庚醫院
  - 7103 斗南－麥寮
  - 7104 虎尾－麥寮
  - 7112 虎尾－下街－麥寮
  - 7114 西螺－四湖
  - 7118 西螺－二崙－虎尾
  - 7136 西螺－二崙－北港
  - 7701 嘉義－麥寮（與嘉義客運聯營）
  - 9016 臺中車站－四湖（與台中客運聯營）
- 嘉義客運
  - 7701 嘉義－麥寮（與臺西客運聯營）
- 台中客運
  - 9016 臺中車站－四湖（與臺西客運聯營）

## 旅遊

### 景點

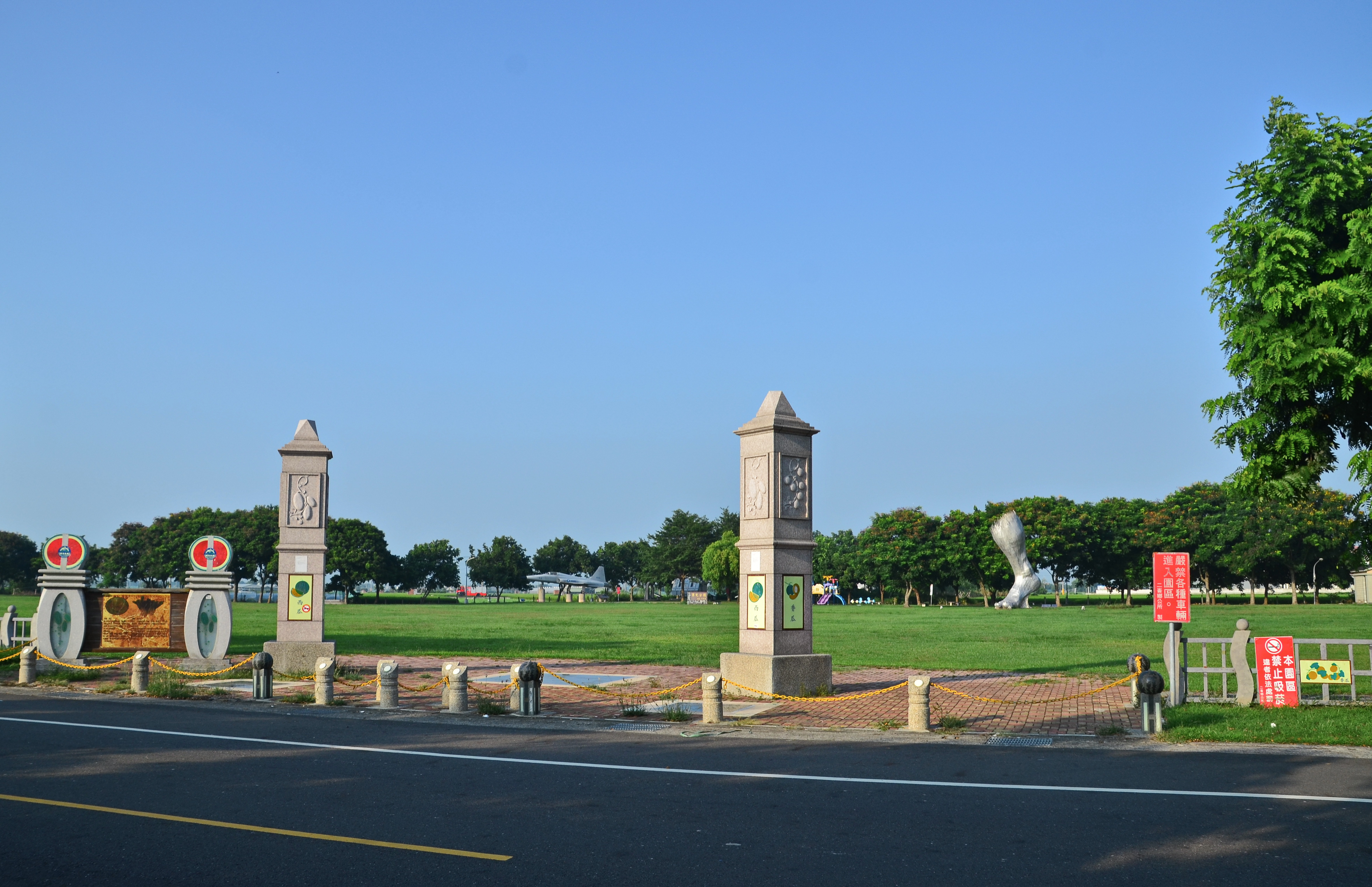
二崙運動公園

- 張廖宗祠崇遠堂
- 二崙運動公園
- 二崙自然步道
- 二崙故事屋

### 夜市
二崙夜市: 每週三營業，二崙中山路、民生路一帶

## 特產
- 西瓜
- 稻米
- 蜂蜜
- 香瓜
- 蔬菜

## 外部連結
- 二崙鄉公所（页面存档备份，存于）